# Polskie Stowarzyszenie Energetyki Wiatrowej
Polskie Stowarzyszenie Energetyki Wiatrowej (PSEW) – organizacja pozarządowa wspierająca i promująca rozwój energetyki wiatrowej. Pod obecną nazwą stowarzyszenie działa od 1999 roku, wcześniej funkcjonowało jako Towarzystwo Wspierania Elektrowni Wiatrowych VIS VENTI. 
Stowarzyszenie skupia najważniejsze firmy rynku energetyki wiatrowej w Polsce oraz inwestorów oraz producentów turbin i podzespołów do elektrowni zarówno z Polski, jak i innych krajów. Jest członkiem Europejskiego Stowarzyszenia Energetyki Wiatrowej i Światowej Rady Energetyki Wiatrowej.

## Członkowie stowarzyszenia
Członkowie sponsorzy
| - Acciona Energy Poland Sp. z o.o. - AC Prim Sp. z o.o. - AES Poland Wind Sp. z o.o. - CEZ Polska Sp. z o.o. - Domrel Biuro Usług Inwestycyjnych Sp. z o.o. - DONG Energy - EnBW Erneuerbare Energien GmbH - Eolfi Polska Sp. z o.o. - E.ON Climate & Renewables Central Europe GmbH - EPA Wind Sp. z o.o. Sp. k. | - Enertrag AG - Eurowind Energy A/S - EWE zielona energia Sp. z o.o. - Gamesa Energia Polska Sp. z o.o. - Gamesa Wind GmbH - GE Energy GmbH - GDF Suez Zielona Energia Sp. z o.o. - Iberdrola Renewables Poland Sp. z o.o. - juwi Energia Odnawialna Sp. z o.o. - LM Wind Power Blades (Poland) Sp. z o.o. - Martifer Renewables S.A. | - Nordex Polska Sp. z o.o. - Polish Energy Partners S.A. - RP Global Poland Sp. z o.o. - RWE Renewables Polska Sp. z o.o. - Sevivon Sp. z o.o. - Tauron Ekoenergia Sp. z o.o. - Vattenfall Poland Sp. z o.o. - Vestas Wind Systems A/S - Vortex Polska Sp. z o.o. - Wiatropol International Sp. z o.o. |